# Siergiej Andriuszczenko
Siergiej Aleksandrowicz Andriuszczenko (ros. Сергей Александрович Андрющенко, ur. 6 października?/19 października 1912 we wsi Nowopawłowka w powiecie nikołajewskim w guberni samarskiej (obecnie w rejonie pugaczowskim w obwodzie samarskim), zm. 13 grudnia 1980 w Moskwie) – radziecki generał porucznik, Bohater Związku Radzieckiego (1943).

## Życiorys
Wychowywał się w domach dziecka w Pugaczowie, Saratowie, Jarosławiu, Smoleńsku i Dorogobużu, od 1925 mieszkał we wsi Gusiełka (obecnie część Saratowa), do 1927 skończył 5 klas szkoły, w latach 1927–1929 był uczniem ekonoma w sowchozie. Od października 1929 służył w Armii Czerwonej, w 1932 ukończył szkołę artylerii w Uljanowsku, 1932–1939 służył w 235 pułku piechoty w Nadwołżańskim i Uralskim Okręgu Wojskowym jako dowódca plutonu, dowódca kompanii, naczelnik szkoły pułkowej i szef sztabu pułku, w 1935 ukończył kursy „Wystrieł”, 1939–1940 był szefem sztabu 646 pułku piechoty w Uralskim i Zabajkalskim Okręgu Wojskowym, potem dowodził batalionem. Od lipca 1941 uczestniczył w wojnie z Niemcami jako szef sztabu 361 pułku piechoty, później od listopada 1941 do lipca 1942 szef wydziału operacyjnego sztabu 156 Dywizji Piechoty, a w lipcu-sierpniu 1942 szef sztabu tej dywizji. Walczył na Froncie Południowym (lipiec – sierpień 1941), w składzie 51 Samodzielnej Armii (sierpień – listopad 1942), na Froncie Zakaukaskim (listopad-grudzień 1941), Kaukaskim (grudzień 1941 – styczeń 1942), Krymskim (styczeń – maj 1942) i Północno-Kaukaskim (maj – sierpień 1942), biorąc udział w walkach na południu Ukrainy, na Krymie, w operacji kerczeńsko-teodozyjskiej i walkach nad Donem. 10 listopada 1941 i 17 maja 1942 był ranny. Od października 1942 do kwietnia 1943 był szefem sztabu 408/7 Brygady Piechoty w składzie Czarnomorskiej Grupy Wojsk i na Froncie Północno-Kaukaskim, od maja do lipca 1943 był szefem sztabu 23 Dywizji Piechoty w Stepowym Okręgu Wojskowym.
Od lipca do listopada 1943 jako szef sztabu 23 Dywizji Piechoty walczył na Froncie Stepowym (lipiec – sierpień 1943), Woroneskim (sierpień-październik 1943) i 1 Ukraińskim (październik – listopad 1943), brał udział w bitwie pod Kurskiem, operacji biełgorodzko-charkowskiej, wyzwalaniu lewobrzeżnej Ukrainy i bitwie o Dniepr. Wyróżnił się podczas forsowania Dniepru na przełomie września i października 1943 w rejonie Kaniowa, gdzie w walkach o przyczółek przejął na siebie dowodzenie dywizją po śmierci jej dowódcy Aleksandra Korolowa (29 września 1943), odpierając kontrataki wroga. Od listopada 1943 do maja 1945 jako szef sztabu 23 Korpusu Piechoty walczył na 1 (listopad 1943 – wrzesień 1944) i 2 Froncie Ukraińskim (październik 1944 – maj 1945), biorąc udział w operacji kijowskiej, żytomiersko-berdyczowskiej, rówieńsko-łuckiej, proskurowsko-czerniowieckiej, lwowsko-sandomierskiej, budapesztańskiej, wiedeńskiej, bratysławsko-brneńskiej i praskiej. Po wojnie do lutego 1946 był szefem sztabu korpusu w Centralnej Grupie Wojsk na Węgrzech, w 1948 ukończył Wyższą Akademię Wojskową, której następnie był wykładowcą, od lipca 1951 do czerwca 1951 dowodził 367 Dywizją Piechoty w Północnym Okręgu Wojskowym (Karelia). Później został naczelnikiem obrony przeciwlotniczej Północnego Okręgu Wojskowego w Pietrozawodsku, od grudnia 1954 do sierpnia 1955 dowodził 73 Dywizją Piechoty w Noworosyjsku, od sierpnia 1955 do lutego 1959 dowodził 6 Korpusem Piechoty w Stalingradzie, a od lutego 1959 do lutego 1961 13 Armią w Równem. Potem był zastępcą i I zastępcą dowódcy Południowej Grupy Wojsk stacjonującej na Węgrzech (do lipca 1968), w 1968 ukończył wyższe kursy akademickie przy Wojskowej Akademii Sztabu Generalnego, 1968–1974 pełnił funkcję generalnego inspektora Inspekcji Wojsk Lądowych Głównej Inspekcji Ministerstwa Obrony ZSRR, w maju 1974 zakończył służbę wojskową. Od 1952 do 1956 był członkiem KC Komunistycznej Partii Karelo-Fińskiej SRR, a 1960-1961 członkiem Centralnej Komisji Rewizyjnej KPU. Był honorowym obywatelem Bratysławy.

## Awanse
- kapitan (5 listopada 1938)
- major (17 lutego 1942)
- podpułkownik (17 listopada 1942)
- pułkownik (18 listopada 1943)
- generał major (3 sierpnia 1953)
- generał porucznik (25 maja 1959)

## Odznaczenia
- Złota Gwiazda Bohatera Związku Radzieckiego (25 października 1943)
- Order Lenina (dwukrotnie, 25 października 1943 i 5 listopada 1954)
- Order Czerwonego Sztandaru (trzykrotnie, 6 listopada 1942, 15 listopada 1950 i 22 lutego 1968)
- Order Suworowa II klasy (23 września 1944)
- Order Kutuzowa II klasy (28 kwietnia 1945)
- Order Czerwonej Gwiazdy (30 kwietnia 1945)

Oraz medale ZSRR i ordery węgierskie.